# Niederländische Wasserballnationalmannschaft der Frauen

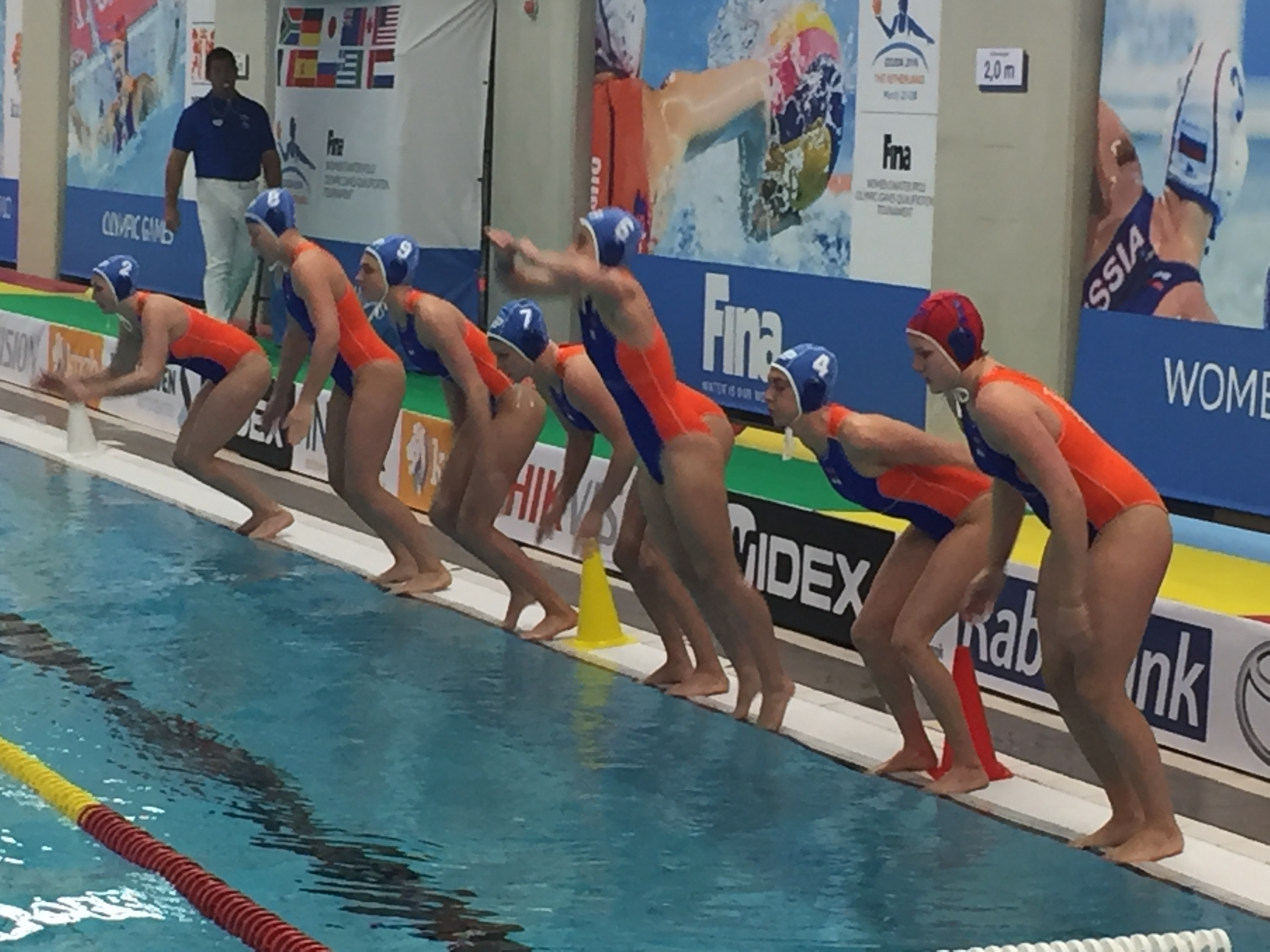
Die niederländische Nationalmannschaft bei der Olympiaqualifikation 2016

Die niederländische Wasserballnationalmannschaft der Frauen ist die Nationalmannschaft der niederländischen Frauen in der Sportart Wasserball (niederländisch: Waterpolo). Sie vertritt die Niederlande bei internationalen Wettbewerben wie Olympischen Spielen, Weltmeisterschaften oder Europameisterschaften. Die organisatorische Verantwortung liegt beim Königlich Niederländischen Schwimmverband (Koninklijke Nederlandse Zwembond, KNZB).
Die niederländische Nationalmannschaft der Frauen gehörte insbesondere in den Anfangsjahren des Wasserballs für Frauen zu den stärksten Mannschaften der Welt. Sie gewann je eine olympische Gold- und Bronzemedaille sowie zwei Goldmedaillen, vier Silbermedaillen und eine Bronzemedaille bei Weltmeisterschaften. Bei Europameisterschaften erkämpfte die Mannschaft sechs Gold- und vier Silber- sowie drei Bronzemedaillen.

## Erfolge

### Olympische Spiele
Die niederländische Mannschaft qualifizierte sich für die Teilnahme an vier olympischen Wasserballturnieren:
- 2000: 4. Platz
- 2004: nicht qualifiziert
- 2008: Gold
- 2012: nicht qualifiziert
- 2016: nicht qualifiziert
- 2020: 6. Platz
- 2024: Bronze

### Weltmeisterschaften
Die niederländische Nationalmannschaft qualifizierte sich für die Teilnahme an allen 17 bisher ausgetragenen Wasserballweltmeisterschaften:
- 1986: Silber
- 1991: Gold
- 1994: Silber
- 1998: Silber
- 2001: 9. Platz
- 2003: 6. Platz
- 2005: 10. Platz
- 2007: 9. Platz
- 2009: 5. Platz
- 2011: 7. Platz
- 2013: 7. Platz
- 2015: Silber
- 2017: 9. Platz
- 2019: 7. Platz
- 2022: Bronze
- 2023: Gold
- 2024: 5. Platz
- 2025: 5. Platz

### Europameisterschaften
- 1985: Gold [3]
- 1987: Gold
- 1989: Gold
- 1991: Silber
- 1993: Gold
- 1995: Bronze
- 1997: Bronze
- 1999: Silber
- 2001: 5. Platz
- 2003: 4. Platz
- 2006: 5. Platz
- 2008: 5. Platz
- 2010: Bronze
- 2012: 6. Platz
- 2014: Silber
- 2016: Silber
- 2018: Gold
- 2020: 4. Platz
- 2022: 4. Platz
- 2024: Gold

## ISHOF

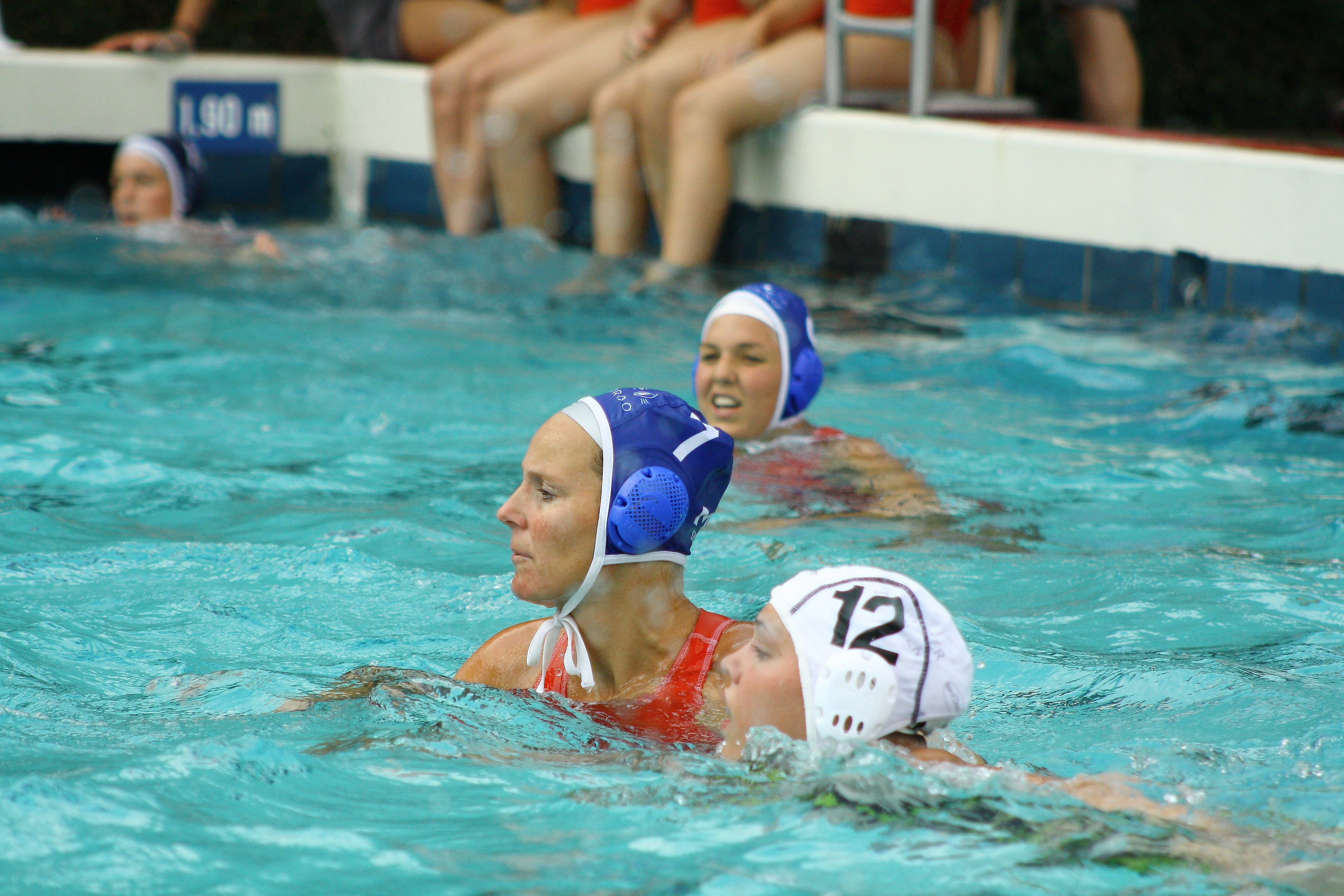
Karin Kuipers mit der Nummer 7 gewann drei WM- und fünf EM-Medaillen

Bislang wurde eine niederländische Wasserballspielerin in die International Swimming Hall of Fame (ISHOF) aufgenommen:
- Karin Kuipers (* 1972), Aufnahme 2014